# スニーカーネット

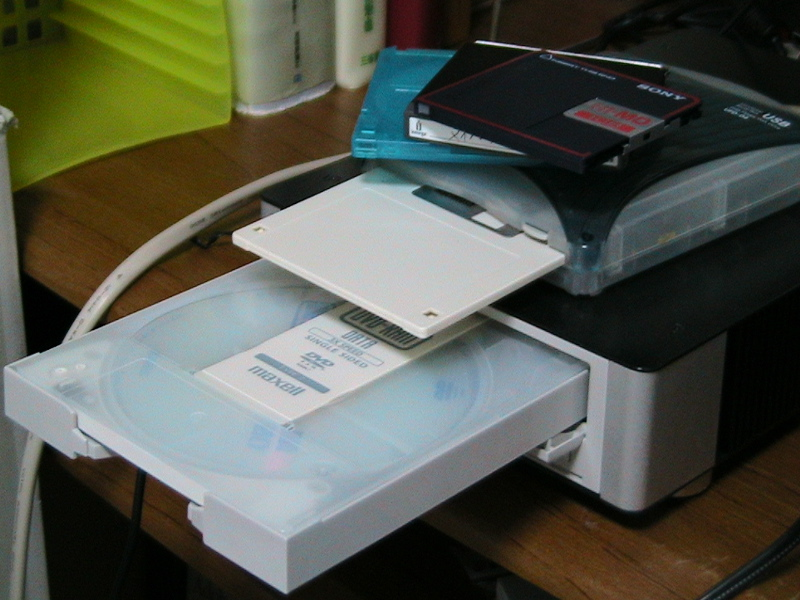
スニーカーネットでは情報の伝達方法としてリムーバブルメディアを利用する事になる。

スニーカーネット（英語：Sneakernet）とはコンピュータネットワークで用いられる用語の一つ。複数台のコンピュータ間におけるデータを通信ネットワークを介してやり取りするのではなく、リムーバブルメディアやHDDに保存したデータを人間が運びやり取りする。
複数台のコンピュータがあるにもかかわらず、通信ネットワークが導入されていない状態を揶揄する言葉として主に使われるが、通信ネットワークを介するには巨大すぎるデータを宅配業者を介してやり取りする場合など、スニーカーネットに頼る方が適切な場合もある。

## 概要
複数台のコンピュータがあっても、通信ネットワークが導入されていない状態をスニーカーネットという。この言葉はあるコンピュータから別のコンピュータにデータを送る必要ができたときにフロッピーディスクやMOなどを持った人間が走り回っている状態を皮肉って「スニーカーを履いた人間を媒介にしたネットワーク」という意味でつけられた。
いつまでもネットワークを導入しない旧態依然としたコンピュータの利用状況に対する揶揄として使われることが多いが、経済的な事由や大容量データを送受信するための環境が整っていない場合などに仕方なく使用されることもある。特に印刷、出版業界では扱うデータ容量が大きいため常時接続が一般化するまでは、人の手によるデータの受け渡しを行っていた現場が多く存在した。また、放送業界では、番組を録画・録音したテープなどの媒体を物理的に受け渡すことを指してテープネットと呼ぶ。プレスライダーのように、速報性を重視する報道分野では一刻を争うために専門家も雇用された。
セキュリティの分野でもスニーカーネットは重要な観点である。外部からの攻撃に対するファイアウォールの設定は万全であっても、ネットワーク内部の人間がUSBメモリなどを使用してデータを外部に持ち出す可能性を考慮していなかったため、情報漏洩に発展した事件も多い。個人情報漏洩に関連して、名簿業者への販売を意図してデータセンターから顧客データを持ち出したケースや、作業用ないし保管用にと書類データを入れておいた記憶媒体が盗難に遭ったケースが報じられている。
なお、保安上の理由から敢えて外部のコンピュータネットワークから完全に断絶させたスタンドアローンという形式のシステムも存在し、これらでは依然として物理メディア（記憶媒体）の搬送によってデータを利用したり外部からコンピュータプログラムを取り込んだりする。

## 大容量高速性
遠隔地へのデータ伝送などを行なう場合で、転送時間が、1日を超えるような場合、スニーカーネットがもっとも高速なデータ伝送方法となる場合がある。
実際の運用例として、NASAの画像データをGoogleが受け取る場合、100TBを超えることがあるため、フェデックスによる宅配システムが利用されている。

## 別の側面
こういったスニーカーネットでは、記憶媒体のやり取りが人手を介して行われるわけだが、この記憶媒体がコンピュータウイルスに汚染されていた場合に、内部に被害が拡散することもある。例えば2003年10月には川崎市の市総合教育センターは市内の市立学校へコンピュータネットワークを提供し、インターネットへの接続は同センターが管理するファイアウォールを経由、外部からコンピュータウイルスが侵入しないよう設定されていたが、何者かがネットワーク内に接続されたパソコンにウイルス汚染されたフロッピーディスクを使用してしまい、小中合わせて31校約300台が汚染されたケースが報じられている。
またダウンサイジングにより大容量のノートパソコンなど可搬性のあるコンピュータも一般向けに市販されているが、これも一種の外部ストレージ（記憶媒体）として、ネットワーク間を移動する場合もある。ただ、これら小型のコンピュータはそれ自身が情報処理能力を備え、これの誤動作が問題を起こすこともある。